# Patricia Bell-Scott
Patricia Bell-Scott est une écrivaine et universitaire américaine, née en 1950. Spécialiste du féminisme noir, elle est actuellement professeure émérite à l'Université de Géorgie, aux États-Unis.

## Biographie
Patricia Bell-Scott, née le 20 décembre 1950, est originaire de Chattanooga, dans le Tennessee, aux États-Unis. 
Écrivaine, elle est également professeure émérite d'études des femmes et de développement humain et de sciences familiales à l'Université de Géorgie,,. Elle est cofondatrice de l'University of Georgia Teaching Academy et de la National Women's Studies Association,. Elle vit à Athens, en Géorgie, aux États-Unis. 

## Carrière universitaire
Après des études à l'Université du Tennessee de Knoxville, elle obtient une bourse postdoctorale dispensée conjointement par la John F. Kennedy School of Government, le W.E.B. DuBois Institute at Harvard University et le Jane and Harry Willson Center for the Humanities and the Arts de l'Université de Georgie, puis elle occupe des postes de professeure et de chercheuse à l'Université du Connecticut, au Wellesley College Center for Research on Women, au Massachusetts Institute of Technology, ainsi qu'au sein de son alma mater, l'Université du Tennessee.
Patricia Bell-Scott reçoit des distinctions de la part de plusieurs sociétés et d'institutions professionnelles américaine, tel que le Research on Women Special Interest Group de l'American Educational Research Association, l'American Psychological Association, le Connecticut Chapter de la Coalition of 100 black women ; Le Journal of Negro Education; le Conseil national des relations familiales, l'Association nationale des femmes dans l'éducation et l'Institut national des femmes de couleur.

## Carrière littéraire
En 1982, Patricia Bell-Scott corédige l'anthologie All the Women are White, All the Blacks Are Men, But Some of Us Are Brave, aux côtés de Barbara Smith et Gloria T. Hull. Cet ouvrage révolutionnaire, qui rapporte directement les expériences des femmes noires en tant que membres de la communauté afro-américaine, militantes politiques et esclaves, met en lumière les expériences des femmes noires dans le contexte de l'histoire américaine. En 1989, la juriste Kimberlé Crenshaw le qualifie de l'un des rares livres à témoigner de l'expérience des femmes noires et l'utilise comme point de départ pour des recherches qui la mèneront à théoriser le concept d'intersectionnalité. Depuis, cette anthologie continue à inciter les chercheurs à élargir leur champ d'action et à analyser les expériences de genre et de race de simultanément. Cet ouvrage est nommé dans la liste Black Issues Books Review des « Livres qui ont rendu le siècle grand ».
En 1994, son ouvrage Life Notes: Personal Writings by Contemporary Black Women est une sélection vedette du The Quality Paperback Book Club.
En 1998, son livre Double Stitch: Black Women Write about Mothers and Daughters, remporte le Letitia Woods Brown Memorial Book Prize,.
Publié en 2016, son livre intitulé The Firebrand and the First Lady illustre, à travers un portait croisé, l'amitié entre la militante des droits de l'homme Pauli Murray et la Première Dame Eleanor Roosevelt. C'est en commençant à lire la correspondance entre eux qu'elle a compris que son travail était de raconter leur histoire. Elle explique être profondément touché par Pauli Murray et son travail, particulièrement ses mémoires, Proud Shoes: The Story of an American Family, publiées en 1956, qui ont alimenté son intérêt pour les récits des femmes afro-américaines et a conduit à son implication dans les études sur les femmes, afro-américaines en particulier. Avec ce récit, l'autrice perpétuer l'héritage de l'activisme des droits humains des femmes pour les générations futures. Cet ouvrage remporte l'édition 2017 du Prix Lillian Smith Book Award. Ce titre est également nommé Booklist Best Adult Nonfiction Book of the Year par l'American Library Association. Il est également finaliste de la Andrew Carnegie Medal for Excellence in Nonfiction et sélectionné pour le National Book Award.
Cofondatrice de SAGE: A Scholarly Journal on Black Women, Patricia Bell-Scott en est rédactrice durant dix ans, ; elle est également une ancienne rédactrice en chef de Ms. Magazine,.

## Ouvrages
- (en) Patricia Bell-Scott, Gloria T. Akasha et Barbara Smith, But Some of Us Are Brave: Black Women's Studies: All the Women are White, All the Blacks are Men, New York, The Feminist Press at The City University of New York, 1er janvier 1933, 432 p. (ISBN 978-0912670959)
- (en) Patricia Bell-Scott, Life notes : personal writings by contemporary black women, New York, New York : W.W. Norton and Company, 1er février 1994, 352 p. (ISBN 0-393-03593-X)
- (en) Patricia Bell-Scott, Flat-Footed Truths: Telling Black Women's Lives, Owl Publishing Company, 1er février 1999, 238 p. (ISBN 978-0805046298)

- (en) Patricia Bell-Scott, The Firebrand and the First Lady: Portrait of a Friendship: Pauli Murray, Eleanor Roosevelt, and the Struggle for Social Justice, Vintage, 24 janvier 2017, 480 p. (ISBN 978-0679767299)

## Prix et récompenses
- 1998 : Letitia Woods Brown Memorial Book Prize
- 2017 : Prix Lillian Smith Book Award
- 2017 : Booklist Best Adult Nonfiction Book of the Year